# .wtf
.wtf是一個新的互聯網通用頂級域，由多納斯公司管理注冊。其含義為表示驚嘆的髒話What the fuck及其縮寫WTF。
由於該域名涉及禁忌語，在部分國家和群體中引起爭議。沙特阿拉伯政府在2012年即拒絕此域名的使用。